# Четвърта пехотна преславска дивизия
Четвърта пехотна преславска дивизия е българска военна част.

## Формиране
Формирана през 1883 г. в Шумен под името 4-та пеша бригада и преименувана с Указ #176/1891 г., в 4-та пехотна преславска дивизия в състав: 7-и, 8-и, 20-и пехотен и 16-и резервни полкове. Към 15 септември 1915 г. в състава ѝ влизат 1-ва, 2-ра, 3-та и 4-та пехотни бригади, 4-та инженерна бригада и тилови части. Общо през 1916 г. има състав: 552 офицери, 51 лекари и аптекари, 36 736 подофицери и войници, 21 632 пушки, 36 картечници, 80 оръдия и 8817 коня.

## Балканска война (1912 – 1913)
По време на Балканската война (1912 – 1913) дивизията е част от 3-та армия и има следното командване и състав:

### Командване и състав
Щаб на дивизията
- Началник на дивизията – генерал-майор Климент Бояджиев
- Началник на щаба на дивизията – От Генералния Щаб, полковник Божко Икономов
- Дивизионен инженер – военен инженер, подполковник Атанас Данаилов
- Дивизионен лекар – санитарен подполковник д-р Иван Бацаров
- Дивизионен интендант – подполковник Панчо Корабов

Части
- Командир на 1-ва бригада – полковник Атанас Тодоров
  - Командир на 7-и пехотен преславски полк – полковник Христо Йорданов
  - Командир на 19-и пехотен шуменски полк – полковник Вълко Василев
- Командир на 2-ра бригада – полковник Перикъл Енчев
  - Командир на 8-и пехотен приморски полк – полковник Пантелей Киселов
  - Командир на 31-ви пехотен варненски полк – полковник Марко Марков
- Командир на 3-та бригада – генерал-майор Ваклин Церковски
  - Командир на 43-ти пехотен полк – полковник Стоян Стоянов
  - Командир на 44-ти пехотен полк – подполковник Руси Радков
- Командир на 4-та пионерна дружина – подполковник Михаил Семов
- Командир на 5-и с.с. артилерийски полк и началник на артилерията – полковник Георги Манов
- Командир на 5-и не с.с. артилерийски полк – подполковник Димитър Кацаров

В Лозенградската операция тя е сред основните подразделения, осъществили настъплението в централния участък при Гечкенли-Селиолу и Ескиполос-Петра. Участва и в Люлебургазко-Бунархисарската операция, отново в централния участък на фронта при Караагач.
В края на 1912 година Трета бригада на дивизията е включена в състава на Втора армия край Одрин. През януари – март 1913 година Четвърта преславска дивизия води тежки боеве при Чаталджа.

## Първа световна война (1915 – 1918)
През Първата световна война (1915 – 1918) дивизията влиза в състава на 3-та армия и има следното командване и състав:

### Командване и състав
Щаб на дивизията
- Началник на дивизията – генерал-майор Пантелей Киселов
- Началник на щаба на дивизията – от Генералния щаб, подполковник Стефан Нойков
- Дивизионен инженер и командир на 4-та пионерна дружина – военен инженер, полковник Христо Силяновски

Първа бригада
- Командир на бригадата – от Генералния щаб, полковник Божко Икономов, полковник Кръстю Киров (1917 – 1918)
- Началник на Щаба на бригадата – майор Борис Сирманов
  - Командир на 7-и пехотен преславски полк – полковник Атанас Добрев
  - Командир на 31-ви пехотен варненски полк – полковник Иван Караенев

Трета бригада
- Командир на бригадата – полковник Хараламби Кметов
- Началник на Щаба на бригадата – от Генералния щаб, майор Милан Атанасов
  - Командир на 47-и пехотен полк – полковник Йордан Аврамов
  - Командир на 48-и пехотен полк – полковник Христо Енчев

Четвърта артилерийска бригада
- Командир на бригадата – полковник Георги Манов
  - Командир на 5-и артилерийски полк – подполковник Стефан Стайчев
  - Командир на 15-и артилерийски полк – полковник Георги Чакъров
  - Командир на 3-ти гаубичен полк – полковник Петър Кутинчев
  - Командир на 2-ри шуменски тежък артилерийски полк – артилерийски инженер полковник Ангел Ангелов
  - Командир на 4-ти дивизионен ескадрон – ротмистър Савов

### Боен път
Дивизията изнася основната тежест в превземането на Тутраканската крепост.
На 10 ноември 1950 година дивизията е преименувана на 18-а стрелкова балканска дивизия. Наследник на дивизията е 18-а механизирана бригада.

## Наименования
През годините дивизията носи различни имена според претърпените реорганизации:
- Четвърта пеша бригада (1883 – 1891)
- Четвърта пехотна преславска дивизия (1891 – 1920)
- Четвърти пехотен преславски полк (1920 – 1938)
- Четвърта пехотна преславска дивизия (1938 – 1950)

## Началници
Званията са към датата на заемане на длъжността.
| №  | звание        | име               | дати                               |
| -- | ------------- | ----------------- | ---------------------------------- |
| 1. | Полковник     | Петър Редкин      |                                    |
| ?  | Подполковник  | Пенчо Шиваров     | 1885 – 1 октомври 1886             |
| ?  | Майор         | Никифор Никифоров | от 12 февруари 1891                |
| ?  | Полковник     | Никифор Никифоров | 1895                               |
| ?  | Полковник     | Върбан Винаров    | 1897                               |
| ?  | Полковник     | Никола Иванов     | 1899 – 1903                        |
| ?  | Генерал-майор | Вълко Велчев      | към 1904                           |
| ?  | Генерал-майор | Стилиян Ковачев   | 1905 – 1909                        |
| ?  | Полковник     | Климент Бояджиев  | 1910 – 1913                        |
| ?  | Генерал-майор | Атанас Тодоров    | 1913 – 1914                        |
| ?  | Полковник     | Пантелей Киселов  | 1914 – 1918                        |
| ?  | Полковник     | Тодор Златев      | 1918 – 1920?                       |
| ?  | Полковник     | Руско Димитров    | до 1927                            |
| ?  | Полковник     | Стефан Кацаров    | от 1927                            |
| ?  | Полковник     | Стефан Кокилев    | от 1929                            |
| ?  | Генерал-майор | Киро Жечев        | от януари 1931                     |
| ?  | Генерал-майор | Тодор Георгиев    | 1932 – 1933                        |
| ?  | Полковник     | Петър Петров      | 1933 – 19 май 1934                 |
| ?  | Полковник     | Владимир Заимов   | 1934                               |
| ?  | Полковник     | Георги Марков     | 1934 – 1934                        |
|    | Полковник     | Георги Михайлов   | 20 февруари 1935 – 15 ноември 1935 |
|    | Полковник     | Никола Марков     | 1935 – 1938                        |
|    | Полковник     | Димитър Айранов   | 1938 – 1941                        |
|    | Полковник     | Георги Ковачев    | 25 ноември 1941 – 6 юли 1944       |
|    | Полковник     | Страшимир Велчев  | 6 юли 1944 – 14 септември 1944     |
|    | Полковник     | Спас Спасов       | 14 септември 1944 – 1945?          |
|    | Полковник     | Иван Дяковски     | 1945                               |
|    | Генерал-майор | Цоню Ганев        | 1945 – 1947                        |
|    | Полковник     | Добри Джуров      | декември 1947 – март 1948 г.       |

Други командири: Марин Цонков

## Началници на щаба
- Подполковник Върбан Винаров (от 31 март 1892 г.)